# Igrejas Caeiro
Francisco Igrejas Caeiro, conhecido artisticamente como Igrejas Caeiro ComL (Vila Franca de Xira, Castanheira do Ribatejo, 18 de Agosto de 1917 — Lisboa, 19 de Fevereiro de 2012), foi um actor, locutor de rádio e televisão e político português.

## Biografia
Igrejas Caeiro nasceu a 18 de Agosto de 1917 em Castanheira do Ribatejo, freguesia do concelho de Vila Franca de Xira, onde a avó era parteira, embora tenha sido oficialmente registado na freguesia dos Anjos, em Lisboa. Era filho de Firmino José Caeiro, empregado comercial, e de Ana Simões, doméstica, também naturais de Castanheira do Ribatejo e que se divorciariam anos mais tarde.
Após um concurso estreou-se como ator em 1940 no Teatro Nacional D. Maria II, em Lisboa, de onde seria expulso, anos mais tarde, por causa das suas posições antifascistas, posições essas que viriam a fazer com que o regime de Salazar o proibisse de se apresentar em espectáculos ao vivo
Através do mesmo concurso de 1940 entrou na Emissora Nacional, onde chegou a locutor de 1.ª classe, antes de ser despedido em 1948, vítima de um saneamento político juntamente com uma dezena de outros trabalhadores que só regressaram à estação estatal após o 25 de Abril de 1974.
A 27 de novembro de 1943, casou civilmente em Lisboa com a atriz Irene Sales Velez Pereira (Irene Velez), então de 29 anos, natural de Lisboa (freguesia da Pena), filha dos atores Henrique Pereira, natural de Lisboa (freguesia da Encarnação), e Elvira de Jesus Velez Pereira (Elvira Velez), natural de Lisboa (freguesia de Santa Isabel). Irene Velez morreu a 11 de setembro de 2004. Irene Velez representou o papel a Lelé dos diálogos de O Zequinha e a Lelé, com Vasco Santana, que Igrejas Caeiro produziu.
Entre as suas obras, contam-se a actuação no filme Camões, de Leitão de Barros, em 1946, e a produção, no início da década de 1950, dos populares programas radiofónicos Os Companheiros da Alegria, transmitido diariamente com grande êxito pelo Rádio Clube Português e Comboio das Seis e Meia, com transmissão em diferido pela Rádio Graça.
No entanto, em 1954, a pretexto de um elogio que fez ao primeiro-ministro da Índia, Jawaharlal Nehru, Igrejas Caeiro viu todas as suas actividades profissionais ligadas a espetáculos públicos, dependentes da Inspecção dos Espectáculos, proibidas por um despacho do ministro da Presidência João Pinto da Costa Leite. Passados 5 anos, regressou ao teatro, mas pôde recriar Os Companheiros da Alegria como programa de estúdio do Rádio Clube Português.
Em 1969, fundou e foi director artístico do Teatro Maria Matos, em Lisboa, que foi inaugurado com a peça Tombo no Inferno, de Aquilino Ribeiro.
Nestes tempos de Primavera Marcelista viria a colaborar na televisão como actor e realizador, sendo ainda o apresentador de TV Palco por cinco anos.
Após a Revolução de 25 de Abril de 1974, Igrejas Caeiro foi Deputado pelo Partido Socialista à Assembleia Constituinte (1974-1976) pelo Círculo Eleitoral de Lisboa.
Entre 1976 e 1979, Igrejas Caeiro foi ainda Director de Programas da Radiodifusão Portuguesa E.P., actual Rádio e Televisão de Portugal.
Regressando à política, Igrejas Caeiro foi Vereador da Câmara Municipal de Cascais com o Pelouro da Cultura, Desporto e Turismo, entre 1982 e 1985, durante o mandato da Presidente Helena Roseta.
Fez parte da Maçonaria.
Foi feito Comendador da Ordem da Liberdade a 9 de Junho de 1995. Igrejas Caeiro foi ainda distinguido com a Medalha de Ouro da Câmara Municipal de Oeiras.
Em 2005 Igrejas Caeiro recebeu o Prémio de Consagração de Carreira e a Medalha de Honra da Sociedade Portuguesa de Autores.
Em 2007, recebeu da Câmara Municipal de Lisboa a Medalha de Mérito Municipal, no seu Grau Ouro, no âmbito das comemorações do Dia Mundial do Teatro (27 de Março), a par de Ruy de Carvalho, Fernanda Borsatti e, a título póstumo, Artur Ramos.
Igrejas Caeiro morreu em Lisboa, aos 94 anos, em 19 de Fevereiro de 2012.

## Filmografia
- Porto de Abrigo (1941)[11]
- Amor de Perdição (1943)[11]
- Fátima, Terra de Fé (1943)[11]
- O Violino do João (1944)[11]
- Camões (1946)[11]
- Três Espelhos (1947)[11]
- O Comissário de Polícia (1953)[11]
- O Trigo e o Joio (1965)[11]